# Lorraine Schwartz
Lorraine Schwartz – nowojorska projektantka ekskluzywnej biżuterii, żydowskiego pochodzenia.
Sławę zyskała, dzięki projektom wytwarzanym na zamówienie ludzi ze świata show-biznesu.

## Kariera
Lorraine Schwartz w 1989 roku przejęła rodzinny biznes jubilerski. Zmieniła wówczas jego nazwę na Lorraine Schwartz Diamonds & Fine Jewelry, jednocześnie skupiając się na tworzeniu dóbr luksusowych dla wybranej grupy klientów. Jednym z pierwszych dużych zleceń był projekt pierścionka zaręczynowego z żółtym diamentem dla ówczesnej dziewczyny Davida Bowiego – modelki Iman w 1994 roku.
W 2000 roku Schwartz wraz z siostrą Ofirą stworzyły pierwszą kolekcję marki Against Evil Eye. Za motyw przewodni wybrały symbol tzw. złego oka, korzystając z topazu i złota. Biżuteria spotkała się z dużym zainteresowaniem gwiazd i ich stylistów, dzięki czemu Lorraine Schwartz zyskała renomą w świecie mody.
W 2002 roku aktorka Halle Berry wybrała się na galę rozdania Złotych Globów w 2002 roku, w akcesoriach jej projektu. Wtedy, jak przyznała, postanowiła, że nie pójdzie śladem części innych manufaktur, i nie będzie płacić sławom, aby pokazywały się w jej biżuterii lub oferować jej za darmo, w celach promocyjnych.
Projekty Lorraine składają się przede wszystkim z diamentów oraz innych drogocennych kamieni i dostępne są wyłącznie po złożeniu wcześniejszego zamówienia w jej showroomie, położonym przy 5. alei.
Jednymi ze stałych klientów projektantki są Beyoncé i jej mąż Jay-Z. Przykładem mogą być m.in. diamentowy pierścionek zaręczynowy wart 5 milionów dolarów, tytanowa rękawica z teledysku „Single Ladies” oraz wspomnienie nazwiska projektantki w piosence pary „Upgrade You”. Wśród innych najbardziej znanych projektów Schwartz są m.in.: 15-karatowy pierścionek zaręczynowy Kim Kardashian od jej byłego męża Kanyego Westa, szmaragdowe kolczyki warte 2.5 miliona dolarów, które na gali rozdania Oscarów w 2009 roku miała na sobie Angelina Jolie.

## Działalność charytatywna
Mama Lorraine Schwartz zmarła na raka piersi w wieku 55 lat. W celu uczczenia jej pamięci, wraz z rodzeństwem – Ofirą i Ilan Sandberg – stworzyła fundusz wspierający badania nad nowotworem – Shulamit Benjamini Sandberg Medical Research Grant.